# Бочково
Бочково (словен. Bočkovo) је насељено место у саставу општине Блоке, покрајине Нотрањска која припада Нотрањско-крашкој регији у Републици Словенији.

## Географија
Насеље површине 0,44 км², налази се на надморској висини 735,8 метара.

## Историја
До територијалне реорганицације у Словенији, Бочково се налазило у саставу старе општине Церкница.

## Становништво
Приликом пописа становништва 2011. године Бочково је имало 15 становника.
| 1991 | 2002 | 2011 |
| 17   | 12   | 15   |

## Културна баштина
У насељу Бочково регистровано је једно непокретно културно добро Републике Словеније. То је кућа Бочково 2. подигнута 1882. специфичног изгледа са изрезбареним вратима.